# Ebou Adams
Ebrima „Ebou“ Adams (* 15. Januar 1996 in Greenwich) ist ein gambischer Fußballspieler, der als Mittelfeldspieler beim EFL Championship-Club Derby County unter Vertrag steht.
Er begann seine Karriere beim Conference National Club Dartford, bevor er als Leihspieler bei Walton Casuals regelmäßig Fußball spielte und das Interesse von Football-League-Clubs weckte. Adams wechselte im Februar 2016 zu Norwich City und war auf Leihbasis beim National-League-Klub Braintree Town und dem EFL-League-One-Klub Shrewsbury Town tätig.
Im November 2017 wurde Adams zum Vertreter der gambischen Nationalmannschaft berufen. Der in England geborene Mittelfeldspieler qualifizierte sich über seine Eltern und debütierte gegen Marokko B.

## Frühe Lebensjahre
Adams wurde in Greenwich geboren und besuchte die John Roan School. Nachdem er in seiner Jugend Fußball bei Sutcliffe Rangers FC gespielt hatte, wechselte er im Alter von 15 Jahren in die Jugendabteilung von Dartford. Im August 2012 wechselte er an die Dartford Academy.

## Vereinskarriere
Am 26. April 2014 gab Adams sein Dartford-Debüt mit einem 29-minütigen Einsatz bei einer 1:3-Niederlage gegen Nuneaton Town. Nach seiner Leihe bei Walton Casuals wurde er zum Stammspieler der ersten Mannschaft und absolvierte in der Saison 2015/16 vor seinem Abgang 16 Einsätze.
Am 14. September 2014 wechselte er auf Leihbasis zusammen mit den Dartford-Teamkollegen Kieran Scantlebury und Bode Anidugbe zum Isthmian Division One South-Club Walton Casuals. Sein erstes Tor für den Verein erzielte er im darauffolgenden Monat bei einer 5:4-Niederlage gegen Whitstable Town. Adams erzielte im März 2015 auch einen Treffer beim 2:0-Heimsieg gegen Chipstead.
Am 1. Februar 2016 wechselte Adams mit einem 18-Monats-Vertrag gegen eine nicht genannte Ablösesumme zu Norwich City und wurde damit zum Rekordverkauf von Dartford. Er schloss sich sofort der U23 an und debütierte in der Jugendmannschaft bei einer 0:7-Niederlage gegen ein Team von Manchester United, zu dem Sergio Romero, Phil Jones und Memphis Depay gehörten. Adams hatte mit seinen anschließenden Einsätzen in der Premier League 2 gegen Chelsea, Manchester City und Tottenham Hotspur einen schwierigen Start ins Profileben. Er beendete die Saison mit neun Einsätzen in der Premier League 2 und einem Assist. Adams erzielte sein erstes Tor für den Verein im November 2016 und vollendete damit einen 4:1-Sieg über MK Dons in der EFL Trophy. Am 6. März 2017 erzielte er sein erstes Tor in der Premier League 2-Saison mit dem Siegtreffer beim 2:1-Sieg bei Newcastle United.
Im Dezember 2016 wechselte Adams mit einer einmonatigen Jugendleihe zum National-League-Klub Braintree Town. Am 17. Dezember gab er sein Debüt auf der Bank beim 1:1-Unentschieden in Gateshead. Adams absolvierte drei Tage später beim 1:0-Sieg bei Boreham Wood volle 90 Minuten und wurde in der 73. Minute beim 3:2-Sieg gegen Dagenham & Redbridge vom Platz gestellt. Aufgrund einer Sperre von drei Spielen konnte er während seiner Leihe nicht mehr auflaufen.
Am 26. Juni 2017 wechselte er für sechs Monate auf Leihbasis zum League-One-Klub Shrewsbury Town. Nachdem Adams am Eröffnungstag der Saison als ungenutzter Ersatzspieler benannt wurde, erwies sich sein Debüt – ein 2:1-Ausscheiden im EFL Cup gegen Nottingham Forest – als seine einzige Niederlage mit dem Verein. Kurz darauf gab er sein Ligadebüt mit einem achtminütigen Einsatz von der Bank beim 1:0-Sieg beim AFC Wimbledon. Er bestritt weitere vier Ligaspiele, alle von der Bank aus, obwohl drei in der Nachspielzeit kamen. Adams spielte während seiner Zeit beim Verein nur 20 Minuten in der Liga, sein letzter Ligaauftritt fand am 23. September bei einem 1:1-Unentschieden gegen die Blackburn Rovers statt. Adams machte auch zwei Auftritte in der EFL Trophy und assistierte Louis Dodds beim 3:0-Sieg über die U23 von West Bromwich Albion am 3. Oktober beim letzten Tor. Das Spiel war sein letzter Auftritt für den Verein. In seinen acht Einsätzen für den Verein war Adams in eine einzige Niederlage verwickelt – ein 2:1-Aus im EFL Cup gegen Nottingham Forest bei seinem Debüt. Am 8. Januar 2018 kehrte Adams zum Mutterverein Norwich City zurück.
Am 9. Januar 2018 wechselte er für den Rest der Saison auf Leihbasis zum National-League-Klub Leyton Orient. Am 1. Juni 2018 wechselte Adams zum National-League-Klub Ebbsfleet United. Am 18. Juni 2019 wechselte Adams mit einem Zweijahresvertrag zum League-Two-Klub Forest Green Rovers.
Am 13. Mai 2022 wurde bekannt gegeben, dass Adams am 1. Juli einen Dreijahresvertrag mit dem Championship-Club Cardiff City abschließen würde. Für die Rückrunde der Saison 2023/24 wechselte er leihweise zu Derby County in die EFL League One. Nach einer erfolgreichen Ausleihe und dem Zweitliga-Aufstieg, wechselte Adams im Juli 2024 auf fester Vertragsbasis zu Derby.

## Nationalmannschaftskarriere
Adams wurde in England als Sohn gambischer Eltern geboren und debütierte im November 2017 für die gambische Nationalmannschaft gegen Marokko B. Er spielte beim Afrika-Cup 2021, dem ersten kontinentalen Turnier seiner Nationalmannschaft, wo das Team überraschend das Viertelfinale erreichen konnte.